# Список наград и номинаций телесериала «Екатерина»
"Екатерина" — это исторический российский телесериал по правлении императрицы Екатерины II, созданный и написанный Александром Барановым (1 сезон), Рамилем Сабитовым (1 сезон) Дмитрием Иосифовым (2—3 сезоны) и снятый телеканалом Россия-1. Премьера первого 12-серийного сезона состоялась на телеканале «Россия-1» 24 ноября 2014 года, премьера второго 12-серийного сезона состоялась 27 февраля 2017 года, а третьего 16-серийного сезона состоялась 21 октября 2019 года. 
Сериал был хорошо встречен критиками и зрителями и получил множество наград.

## Золотой Орел
| Год  | Категория                                      | Номинант           | Результат                                                  | Примечания |
| ---- | ---------------------------------------------- | ------------------ | ---------------------------------------------------------- | ---------- |
| 2016 | «Лучший телевизионный сериал (более 10 серий)» | «Екатерина»        | Победа                                                     |            |
| 2016 | «Лучшая мужская роль на телевидении»           | Александр Яценко   | class="table-no" style="text-align: center; " \| Номинация |            |
| 2016 | «Лучшая женская роль на телевидении»           | Мария Александрова | class="table-no" style="text-align: center; " \| Номинация |            |

## ТЭФИ
| Год  | Категория                                      | Номинант            | Результат                                                  | Примечания |
| ---- | ---------------------------------------------- | ------------------- | ---------------------------------------------------------- | ---------- |
| 2015 | «Лучшая актриса телевизионного фильма/сериала» | «Екатерина»         | class="table-yes" style="text-align: center; " \| Победа   | [ 2 ]      |
| 2015 | «Телевизионный фильм/сериал»                   | Юлия Ауг            | class="table-yes" style="text-align: center; " \| Победа   | [ 2 ]      |
| 2017 | «Лучшая актриса телевизионного фильма/сериала» | Марина Александрова | class="table-no" style="text-align: center; " \| Номинация |            |
| 2017 | «Телевизионный продюсер сезона»                | Александр Акопов    | class="table-no" style="text-align: center; " \| Номинация |            |

## АПКиТ
| Год  | Категория                                           | Номинант                              | Результат                                                  | Примечания |
| ---- | --------------------------------------------------- | ------------------------------------- | ---------------------------------------------------------- | ---------- |
| 2015 | «Лучшая актриса второго плана в телефильме/сериале» | Юлия Ауг                              | class="table-yes" style="text-align: center; " \| Победа   |            |
| 2015 | «Лучшая работа художника по костюмам»               | Валентина Каменева, Светлана Москвина | class="table-yes" style="text-align: center; " \| Победа   |            |
| 2015 | «Лучшая актриса телефильма/сериала»                 | Марина Александрова                   | class="table-no" style="text-align: center; " \| Номинация |            |
| 2015 | «Лучший актёр второго плана в телефильме/сериале»   | Александр Яценко                      | class="table-no" style="text-align: center; " \| Номинация |            |
| 2015 | «Лучшая работа художника-постановщика»              | Сергей Воробьёв, Сергей Онипенко      | class="table-no" style="text-align: center; " \| Номинация |            |
| 2015 | «Лучшая работа художника по гриму»                  | Марина Дедова, Илона Левитская        | class="table-no" style="text-align: center; " \| Номинация |            |
| 2020 | «Лучшая работа художника-постановщика»              | Сергей Воробьёв                       | class="table-yes" style="text-align: center; " \| Победа   |            |
| 2020 | «Лучшая работа художника по костюмам»               | Светлана Москвина                     | class="table-yes" style="text-align: center; " \| Победа   |            |

## Фестиваль российских многосерийных художественных фильмов «Утро Родины 2018»
| Год  | Категория                 | Номинант       | Результат | Примечания |
| ---- | ------------------------- | -------------- | --------- | ---------- |
| 2018 | «Лучшая музыка к фильму»  | Николай Ростов | Победа    |            |
| 2018 | «Лучший фильм (Гран-при)» | «Екатерина»    | Номинация |            |